# Mapaoquan
Mapaoquan är en köping i nordvästra Kina. Den ligger i stadsdistriktet Maiji i staden Tianshui i provinsen Gansu, omkring 250 kilometer sydost om provinshuvudstaden Lanzhou. Antalet invånare är 59 730. Befolkningen består av 29 206 kvinnor och 30 524 män. Barn under 15 år utgör 17,0 %, vuxna 15-64 år 76 %, och äldre över 65 år 5,0 %.